# Roger Moore (giocatore di poker)
Roger Moore (Chauncey, 10 aprile 1939 – 22 ottobre 2011) è stato un giocatore di poker statunitense, dal 2000 inserito nel Poker Hall of Fame.
Figlio di mezzadri, lascia la scuola a 14 anni per dedicarsi al lavoro con i genitori, e a 16 anni si arruola nell'United States Air Force. Terminato il servizio militare, si dedica al servizio civile, e negli anni sessanta inizia a giocare ai tavoli di cash da $3-$6; nel 1968 si trasferisce a Las Vegas e passa ai tavoli high stakes, giocando di frequente con giocatori del calibro di Doyle Brunson, Chip Reese, Bobby Baldwin, Puggy Pearson, Stu Ungar, Sarge Ferris, Johnny Moss.
Abile nel Texas hold 'em, si specializza principalmente nel Seven Card Stud e nel Pot Limit Omaha, e diventa un "regular" ai tavoli $400-$800.
Vince un braccialetto alle WSOP 1994 nel $5.000 Limit Seven Card Stud, e chiude al 6º posto il Main Event delle WSOP 1986. Vince più volte nei tornei Pot Limit Omaha dell'Amarillo Slim's Super Bowl of Poker (il secondo torneo di poker più prestigioso al mondo negli anni ottanta, dopo le WSOP).